# River Falls (Wisconsin)
River Falls is een plaats (city) in de Amerikaanse staat Wisconsin, en valt bestuurlijk gezien onder Pierce County en St. Croix County.

## Demografie
Bij de volkstelling in 2000 werd het aantal inwoners vastgesteld op 12.560. In 2006 is het aantal inwoners door het United States Census Bureau geschat op 13.657, een stijging van 1097 (8,7%).

## Geografie
Volgens het United States Census Bureau beslaat de plaats een oppervlakte van 13,0 km², waarvan 12,9 km² land en 0,1 km² water.

## Plaatsen in de nabije omgeving
De onderstaande figuur toont nabijgelegen plaatsen in een straal van 16 km rond River Falls.